# The Solo Sessions : Volume 2
The Solo Session :  Volume 2 est un album du pianiste de jazz Bill Evans enregistré en 1963 et édité en 1989.

## Historique
Les titres qui composent cet album ont été enregistrés à New York, le 10 janvier 1963. La séance était produite par Orrin Keepnews en vue de la réalisation d’un album pour Riverside Records. Les morceaux n’avaient pas été publiés à l’époque.
Cet album fut publié pour la première fois en 1989 par le label Milestone (M 9195-2).
On trouvera d’autres titres provenant de la même séance sur The Solo Sessions : Volume 1.

## Titres de l’album
| No | Titre                                         | Auteur                                        | Durée |
| -- | --------------------------------------------- | --------------------------------------------- | ----- |
| 1. | All the Things You Are                        | Jerome Kern, Oscar Hammerstein II             | 9:07  |
| 2. | Santa Claus Is Coming to Town                 | J. Fred Coots, Haven Gillespie                | 4:29  |
| 3. | I Loves You Porgy                             | George Gershwin, Ira Gershwin, DuBose Heyward | 5:49  |
| 4. | What Kind of Fool Am I ? (prise 2)            | Leslie Bricusse, Anthony Newley               | 6:48  |
| 5. | Love Is Here to Stay                          | George Gershwin, Ira Gershwin                 | 3:59  |
| 6. | Ornitology                                    | Charlie Parker                                | 5 :30 |
| 7. | Medley : Autumn in New York — How About You ? | Vernon Duke — Burton Lane, Ralph Freed        | 3 :50 |

## Personnel
- Bill Evans : piano